# Črenšovci
Črenšovci (pronunciación eslovena: [ˈtʃɾeːnʃɔu̯tsi]; en húngaro, Cserföld) es una localidad de Eslovenia, capital del municipio homónimo. Tiene una población estimada, a inicios de 2024, de 1112 habitantes.
Se conoce su existencia desde 1359, cuando se menciona con el nombre de Chremsouch. Históricamente era una finca vinculada a Beltinci. Aunque durante mucho tiempo la localidad perteneció al condado de Zala del reino de Hungría, la mayoría de sus habitantes han sido siempre eslovenos, por lo que fue incluida en 1918 en el reino de los Serbios, Croatas y Eslovenos.
Se ubica unos 10 km al sureste de Beltinci, sobre la carretera 443, unida a la vecina localidad de Odranci.